# Bukowno, Hạt Choszczno
Bukowno [buˈkɔvnɔ] là một ngôi làng ở quận hành chính của Gmina Krzęcin, trong Choszczno County, Zachodniopomorskie, ở tây bắc Ba Lan.
Trước năm 1945, khu vực này là một phần của Đức. Đối với lịch sử của khu vực, xem Lịch sử của Pomerania.